# Tajlandia na Zimowych Igrzyskach Olimpijskich 2014
Tajlandia na Zimowych Igrzyskach Olimpijskich 2014 – kadra sportowców reprezentujących Tajlandię na igrzyskach w 2014 roku w Soczi. Kadra liczyła 2 sportowców.

## Skład reprezentacji

### Narciarstwo alpejskie

#### Mężczyźni
- Kanes Sucharitakul

| Konkurencja   | Zawodnik           | Zjazd 1. | Zjazd 1. | Zjazd 2. | Zjazd 2. | Suma    | Miejsce |
| Konkurencja   | Zawodnik           | Czas     | Miejsce  | Czas     | Miejsce  | Suma    | Miejsce |
| ------------- | ------------------ | -------- | -------- | -------- | -------- | ------- | ------- |
| Slalom gigant | Kanes Sucharitakul | 1:37.82  | 73.      | 1:37.24  | 65.      | 3:15.06 | 65.     |
| Slalom        | Kanes Sucharitakul | DNF      | DNF      | DNF      | DNF      | DNF     | DNF     |

#### Kobiety
- Vanessa Vanakorn

| Konkurencja   | Zawodniczka      | Zjazd 1. | Zjazd 1. | Zjazd 2. | Zjazd 2. | Suma    | Miejsce |
| Konkurencja   | Zawodniczka      | Czas     | Miejsce  | Czas     | Miejsce  | Suma    | Miejsce |
| ------------- | ---------------- | -------- | -------- | -------- | -------- | ------- | ------- |
| Slalom gigant | Vanessa Vanakorn | 1:44.86  | 74.      | 1:42.11  | 67.      | 3:26.97 | 67.     |